# 钟义浩
钟义浩（1996年3月23日—），中国足球运动员，出生于山东省青岛市，司职中场，现效力于中国足球超级联赛球队河南嵩山龙门。

## 俱乐部生涯
2015年，钟义浩被提拔进入中甲球队青岛中能的一线队。 2015年4月4日，在主场0–0战平内蒙古中优的比赛中，钟义浩在第82分钟替换登场，完成了自己的职业生涯首秀。 2015年6月13日，钟义浩在客场2–1击败深圳宇恒的比赛中攻入了自己的职业队首球。 2017年中乙联赛中，钟义浩出场21次，打入4球，荣膺最佳青年球员称号。
2018年2月，钟义浩转会加盟中超球队广州恒大淘宝。2018年4月25日，钟义浩在足协杯客场1–0击败宁夏山屿海的比赛中首发登场，完成了自己的广州队首秀。 5月20日，在联赛客场0–2负于北京人和的比赛中，钟义浩于第77分钟替换张文钊登场，完成中超首秀。 7月18日，在联赛主场4–0击败贵州恒丰的比赛中，钟义浩获得替补登场机会，但在补时阶段由于非体育行为被红牌罚下。